# Жіноча юніорська збірна Китаю з хокею із шайбою
Жіноча юніорська збірна Китаю з хокею із шайбою — національна жіноча юніорська збірна Китаю, яка представляє свою країну на міжнародних змаганнях з хокею із шайбою. Управління збірною здійснюється Хокейною асоціацією Китайської Народної Республіки, яка є членом ІІХФ.

## Виступи на чемпіонатах світу
| Рік  | І | В   | П   | Н | ШЗ | ШП | О  | Місце                               |
| ---- | - | --- | --- | - | -- | -- | -- | ----------------------------------- |
| 2012 | 5 | 3^  | 2   | 0 | 15 | 19 | 8  | 3 місце (Дивізіон І - Кваліфікація) |
| 2013 | 5 | 1   | 4*  | 0 | 13 | 20 | 4  | 5 місце (Дивізіон І - Кваліфікація) |
| 2014 | 4 | 2^  | 2   | 0 | 11 | 15 | 5  | 3 місце (Дивізіон І - Кваліфікація) |
| 2015 | 5 | 1   | 4*  | 0 | 3  | 19 | 4  | 5 місце (Дивізіон І - Кваліфікація) |
| 2016 | 4 | 2   | 2   | 0 | 17 | 13 | 6  | 5 місце (Дивізіон І, кваліфікація)  |
| 2017 | 5 | 1   | 4** | 0 | 7  | 9  | 5  | 4 місце (Дивізіон І, кваліфікація)  |
| 2018 | 5 | 2^  | 3   | 0 | 9  | 22 | 5  | 4 місце (Дивізіон ІВ)               |
| 2019 | 5 | 1   | 4   | 0 | 6  | 16 | 3  | 5 місце (Дивізіон ІВ)               |
| 2020 | 5 | 4^^ | 1   | 0 | 12 | 10 | 10 | 3 місце (Дивізіон ІВ)               |
| 2024 | 5 | 5   | 0   | 0 | 48 | 3  | 15 | 1 місце (Дивізіон ІІА)              |
| 2025 | 5 | 2   | 3*  | 0 | 15 | 11 | 7  | 4 місце (Дивізіон ІВ)               |

^Включно перемога в додатковий час

*Включно поразка в додатковий час